# Pablo Lemos
Pablo Lemos, vollständiger Name Pablo Maximiliano Lemos Merladett, (* 17. Dezember 1993 in Rivera) ist ein uruguayischer Fußballspieler.

## Karriere
Mittelfeldakteur Lemos steht seit der Saison 2014/15 im Kader des Erstligisten Juventud. Er debütierte unter Trainer Jorge Giordano am 30. Mai 2015 beim 0:0-Unentschieden im Heimspiel gegen Nacional Montevideo in der Primera División, als er in der 67. Spielminute für Christian Latorre eingewechselt wurde. Dies blieb sein einziger Saisoneinsatz (kein Tor). In der Spielzeit 2015/16 bestritt er zehn weitere Erstligaspiele (ein Tor) und zwei Partien (kein Tor) der Copa Sudamericana 2015. Während der Saison 2016 kam er sechsmal (kein Tor) in der Liga zum Einsatz.